# Xorides csikii
Xorides csikii är en stekelart som beskrevs av Clement 1938. Xorides csikii ingår i släktet Xorides, och familjen brokparasitsteklar. Inga underarter finns listade.